# イリヤ・ソロキン
イリヤ・イーゴレヴィチ・ソロキン（ロシア語: Илья Игоревич Сорокин, ラテン文字転写: Ilya Igorevich Sorokin、1995年8月4日 - ）は、ロシア連邦ケメロヴォ州メジュドゥレチェンスク出身のプロアイスホッケー選手。ポジションはゴールテンダー。NHLのニューヨーク・アイランダースに所属。
2018年の平昌オリンピックではロシアからのオリンピック選手（OAR）に選出され、初出場の五輪で金メダルを獲得。2015年のU20世界選手権で銀メダル、2016年、2017年、2019年の世界選手権で銅メダルを獲得している。
所属していたCSKAモスクワのメンバーとして2016年、2018年、2019年に3度ガガーリン・カップファイナルに出場し、2019年に初めてガガーリン・カップ優勝を達成した。

## 経歴

### ノヴォクズネツク時代
ケメロヴォ州メジュドゥレチェンスクでアイスホッケーを始めた。2009年からノヴォクズネツクのアイスホッケークラブ「メタルルグ」で本格的に競技に取り組み始める。
2012年9月3日、当時17歳でノヴォクズネツクのジュニアチーム「クズネツキエ・メドヴェージ」のメンバーとしてジュニア・ホッケーリーグ（JHL）にデビュー。スターリヌイエ・リーシ（マグニトゴルスク）と対戦したデビュー戦は好調とは言えず、ソロキンはフル出場したが5失点を許し、試合は3対5でノヴォクズネツクが破れた。翌日に再びマグニトゴルスクと対戦し、ソロキンはフル出場したが再び5失点を喫した。次の試合でソロキンの出場はなく、2012年10月半ばまでポジションが安定しなかった。10月20日は「チャイカ」（ニジニー・ノヴゴロド）との試合にフル出場し、自身のキャリア初となるシャットアウト（完封）を記録。
2012年から2014年にかけての2年間でソロキンは36試合に出場し88失点を記録、チャイカとの試合で記録したシャットアウトが唯一の完封試合となった。
2013年1月7日はバリス（アスタナ）との試合において「メタルルグ」のゴールテンダーとしてKHLデビューを果たす。途中出場で24分43秒プレーし、15本のシュートを浴びて14本をセーブ、失点1を記録した。
2014年6月にNHLドラフト3巡目(全体78位)でニューヨーク・アイランダーズから指名されたが、ソロキンはノヴォクズネツクに残ることを選択。9月4日、オムスク対ノヴォクズネツクの試合においてソロキンはKHLで自身初となるシャットアウトを記録した。

### CSKAモスクワ
2014年12月にCSKAモスクワに移籍。
2014-2015年シーズンはケビン・ラランド、スタニスラフ・ガリモフという2人のゴールテンダーがポジション争いをしており、レギュラーシーズン終盤に6試合出場したのみであった。プレーオフには全く出番がなく、ファームクラブであるジュニア・ホッケーリーグ（JHL）のクラスナヤ・アルミヤでプレーオフに出場した。シーズン終了後にポジション争いをしていたラランドとガリモフの2人がCSKAを退団するという事態が発生。第3ゴールテンダーだったソロキンは正ゴールテンダーとなることになった。
2015-2016年シーズンは出場機会が増え、素晴らしい好守を見せて瞬く間にCSKAのゴールテンダーのポジションを確立。レギュラーシーズン28試合に出場し、セーブ率95.3％、GAA（平均失点）1.06、シャットアウト10を記録した。KHLオールスターゲームにも初めて選出された。フォワード陣の活躍と相まってCSKAは初めてガガーリン・カップファイナルに出場。マグニトゴルスクとシーソーゲームを繰り広げたが、3勝4敗でCSKAは初優勝を逃した。
2018-2019年シーズンにCSKAは3回目のガガーリン・カップ・ファイナル出場を果たし、アヴァンギャルド・オムスクを4勝0敗で破りついに初優勝を達成。ファイナルにおいてソロキンは第2試合と第3試合を無失点で抑え、プレーオフのMVPを受賞した。

### アイランダーズ時代
2020年7月13日にアイランダースと契約を結んだ。
2021年1月16日のニューヨーク・レンジャース戦でNHLデビューを果たした。

## 代表
2015年はU20世界選手権のロシア代表に招集される。U20ロシア代表は決勝まで進みカナダ代表と対戦したが、4対5で敗れ準優勝。ソロキンは決勝を含む7試合に出場した。
2016年、地元ロシアで開催された世界選手権においてフル代表のメンバー入りを果たす。予選3試合に出場。ノルウェーと対戦した試合ではフル出場し、失点0で勝利に貢献した。ソロキンは決勝トーナメントでは出場機会がなく、ロシア代表は準決勝でフィンランドに敗れ、3位決定戦で銅メダルを獲得した。
2017も世界選手権のロシア代表に選出された。予選で2試合に出場した。ロシアは準決勝でカナダに敗れ3位決定戦で銅メダルを獲得した。
2018年1月に平昌オリンピックのアイスホッケーロシアからのオリンピック選手(OAR)代表として選出された。20分という短時間ではあったが、予選のスロベニア戦に出場した。OARは決勝戦まで進み、決勝で延長戦の末ドイツを破り優勝を成し遂げた。
2018年の世界選手権のロシア代表に選出された。同大会では出場の機会に恵まれず、チームも準々決勝で敗れて6位に終わった。
2019年は世界選手権のロシア代表に選出された。しかし、同大会での出場の機会はなかった。チームは準決勝でフィンランドに敗れ、3位決定戦でチェコを破って、銅メダルを獲得した。

## 詳細情報

### レギュラーシーズンとプレーオフでの成績
| 2012-13 | クズネツキエ・メドヴェージ   | MHL     | 27  | 11  | 8  |   | 1422:31   | 61  | 1  | 2.57 | 91.4 | 3  | 0  | 2  | 159:01  | 9  | 0  | 3.40 | 89.8 |
| 2012-13 | メタルルグ・ノヴォクズネツク | KHL     | 5   | 1   | 1  |   | 151:30    | 7   | 0  | 2.77 | 91.9 | 0  |    |    | 0:00    |    |    |      |      |
| 2013-14 | クズネツキエ・メドヴェージ   | MHL     | 4   | 2   | 1  | - | 244:54    | 11  | 0  | 2.69 | 91.7 | 2  | 0  | 2  | 104:02  | 7  | 0  | 4.04 | 80.0 |
| 2013-14 | メタルルグ・ノヴォクズネツク | KHL     | 27  | 5   | 12 | - | 1345:56   | 65  | 0  | 2.90 | 91.1 | 0  |    |    | 0:00    |    |    |      |      |
| 2014-15 | メタルルグ・ノヴォクズネツク | KHL     | 22  | 4   | 11 | - | 978:28    | 53  | 1  | 3.25 | 90.6 | 0  |    |    | 0:00    |    |    |      |      |
| 2014-15 | HC CSKAモスクワ              | KHL     | 6   | 3   | 2  | - | 274:53    | 6   | 0  | 1.31 | 93.7 | 0  |    |    | 0:00    |    |    |      |      |
| 2014-15 | クズネツキエ・メドヴェージ   | MHL     | 1   | 0   | 1  | - | 60:00     | 4   | 0  | 4.00 | 87.1 | 0  |    |    | 0:00    |    |    |      |      |
| 2014-15 | クラスナヤ・アルミヤ         | MHL     | 3   | 1   | 1  | - | 183:39    | 4   | 1  | 1.31 | 94.9 | 7  | 2  | 4  | 362:56  | 13 | 1  | 2.15 | 92.8 |
| 2015-16 | HC CSKAモスクワ              | KHL     | 28  | 17  | 7  | - | 1638:53   | 29  | 10 | 1.06 | 95.3 | 20 | 15 | 5  | 1270:23 | 28 | 3  | 1.32 | 94.5 |
| 2016-17 | HC CSKAモスクワ              | KHL     | 39  | 25  | 7  | - | 2276:14   | 61  | 5  | 1.61 | 92.9 | 7  | 5  | 2  | 443:24  | 15 | 1  | 2.03 | 91.6 |
| 2017-18 | HC CSKAモスクワ              | KHL     | 37  | 25  | 8  | - | 2182:35   | 58  | 8  | 1.59 | 93.1 | 18 | 10 | 6  | 1062:29 | 27 | 5  | 1.52 | 93.0 |
| 2018-19 | HC CSKAモスクワ              | KHL     | 40  | 28  | 6  | - | 2327:53   | 45  | 11 | 1.16 | 94.0 | 20 | 16 | 4  | 1213:12 | 24 | 5  | 1.19 | 94.7 |
| 2019-20 | HC CSKAモスクワ              | KHL     | 40  | 26  | 10 | - | 2364:49   | 59  | 9  | 1.50 | 93.5 | 4  | 4  | 0  | 246:04  | 3  | 2  | 0.73 | 96.6 |
| MHL合計 | MHL合計                      | MHL合計 | 35  | 14  | 11 |   | 1911:04   | 80  | 2  | 2.51 | 91.6 | 12 | 2  | 8  | 625:59  | 29 | 1  | 2.78 | 90.4 |
| KHL合計 | KHL合計                      | KHL合計 | 244 | 134 | 64 |   | 13,541:11 | 383 | 44 | 1.70 | 93.0 | 69 | 50 | 17 | 4235:32 | 97 | 16 | 1.37 | 94.0 |

### 国際大会
| 開催年 | 代表   | 大会          | 結果 |   | GP | W | L      | MIN | GA | SO   | GAA    | SV% |
| ------ | ------ | ------------- | ---- | - | -- | - | ------ | --- | -- | ---- | ------ | --- |
| 2015   | ロシア | U20世界選手権 |      | 7 | 0  | 2 | 180:20 | 8   | 0  | 2.66 | 88.57  |     |
| 2016   | ロシア | 世界選手権    |      | 3 | 3  | 0 | 75:40  | 0   | 1  | 0.00 | 100.00 |     |
| 2017   | ロシア | 世界選手権    |      | 2 | 1  | 0 | 80:00  | 0   | 1  | 0.00 | 100.00 |     |
| 2018   | OAR    | オリンピック  |      | 1 | 1  | 0 | 20:00  | 1   | 0  | 3.00 | 85.7   |     |
| 2018   | ロシア | 世界選手権    | 6位  | 0 |    |   | 00:00  |     |    |      |        |     |
| 2019   | ロシア | 世界選手権    |      | 0 |    |   | 00:00  |     |    |      |        |     |